# Courcité
Courcité ist eine französische Gemeinde mit 808 Einwohnern (Stand: 1. Januar 2022) im Département Mayenne in der Region Pays de la Loire; sie gehört zum Arrondissement Mayenne und zum Kanton Villaines-la-Juhel. Die Einwohner werden Courcitéens genannt.

## Geographie
Courcité liegt etwa 28 Kilometer östlich von Mayenne und etwa 28 Kilometer westsüdwestlich von Alençon. Umgeben wird Courcité von den Nachbargemeinden Villaines-la-Juhel im Westen und Norden, Averton im Norden und Nordosten, Saint-Aubin-du-Désert im Nordosten und Osten, Saint-Mars-du-Désert im Osten, Saint-Germain-de-Coulamer im Osten und Südosten, Saint-Thomas-de-Courceriers im Süden sowie Trans im Südwesten.

## Bevölkerungsentwicklung
| 1962                       | 1968 | 1975 | 1982 | 1990 | 1999 | 2006 | 2019 |
| -------------------------- | ---- | ---- | ---- | ---- | ---- | ---- | ---- |
| 1020                       | 948  | 954  | 1002 | 938  | 992  | 998  | 854  |
| Quellen: Cassini und INSEE |      |      |      |      |      |      |      |

## Sehenswürdigkeiten
- Kirche Saint-Pierre-Saint-Paul aus dem 19. Jahrhundert

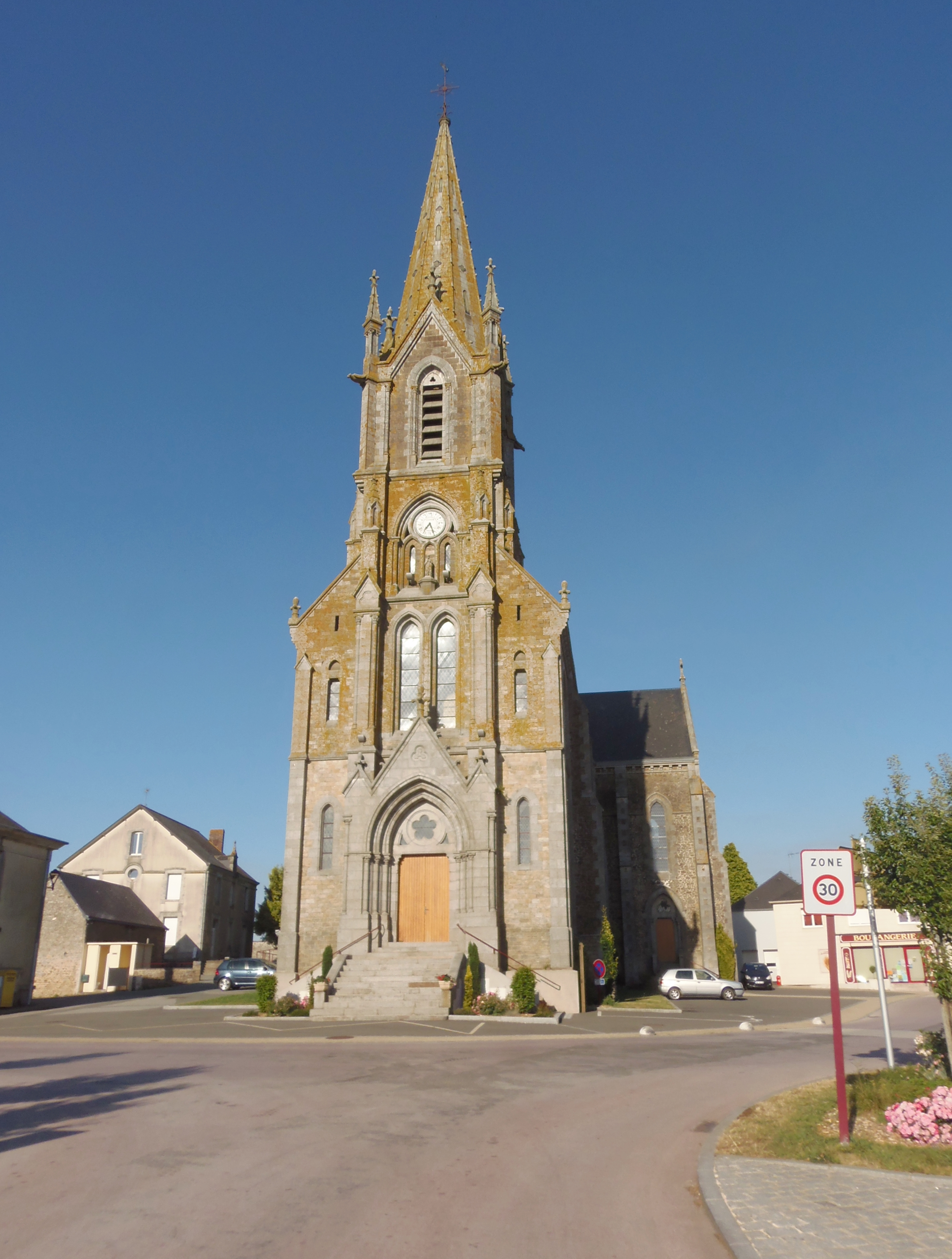
Kirche Saint-Pierre-Saint-Paul